# 驪山
座標: 北緯34度21分31.27秒 東経109度12分37.75秒 / 北緯34.3586861度 東経109.2104861度
驪山（りざん）とは、中華人民共和国陝西省にある秦嶺山脈の山である。基盤は石英岩や石英砂岩の上に紅土と黄土が堆積しており、最高峰の山頂は仁宗廟である。驪山から湧き出た地下水は渭水につながっている。

## 地理
西安市から東に25kmの地点に存在し、東西長は25km、南北長は14kmで高さは1302m。「関中八景」の一つに「驪山晩照」としてあり、国家級森林公園、AAAA級の観光場所、文物保護単位、風景名勝区等が存在している。1982年に中華人民共和国国家級風景名勝区に認定された。
また、驪山の名称はここから見える景色が黒色の駿馬である事からとも、殷や周の時代に驪戎国が存在したからとも言われている。

## 歴史
驪山は女媧が老母殿山を持ってきて、山の下に華清池を作ったとされる。
清朝末期の義和団の乱時には西太后が八カ国連合軍から逃れる時に来訪し、建物を設えたとされる。
1936年、蔣介石が陝西に至り、張学良と楊虎城と籠ったが、12月12日に西安事変が勃発すると、蔣介石は捕捉された。そして、中国国民党政府下では、民族復興の地とされた。
- 1946年、黄埔軍官学校七分校が集い、胡宗南が桂永清に命じて亭を作らせた。この名前を「正気亭」と言う。その後、陳誠、戴季陶、陳立夫、陳果夫、胡宗南、王耀武、戴伝賢、衛立煌、呉伯峰、谷鳳鳴等がこの亭の碑文に蔣介石への賛辞と共に名前が刻まれていたが、1950年代には「捉蔣亭」と改名され、碑文も取り払われた。1986年12月には「兵諫亭」と改名され、2004年にはレリーフが追加された。

## 「始皇帝陵」としての「驪山」
始皇帝が埋葬された場所も、史料によって文字が異なるが、「驪山」と呼ばれていた。現在は始皇帝陵と呼ばれているが、この名称は漢代以降になってからのことである。始皇帝陵は驪山の北麓にあるが、西北麓の地域には始皇帝の父である荘襄王や曾祖父の昭襄王の墳丘の他、漢代皇帝の陵墓が存在している。
驪山に関する具体的な記録に関しては『水経注』によると、「驪山の北は金を産出し、南は玉を産出する」とあり、『漢書』地理志では、驪山の南、藍田谷で美玉を産出するという記録などがある。
- 『史記』：驪山（驪山は自然の山）
- 『漢書』：驪山
- 秦代（同時代）の出土資料：麗山園・麗山邑・麗邑

### 漢代以降の史料
- 始皇帝冢：『史記』巻八高祖本紀
- 始皇冢：『水経注』
- 始皇陵：『史記』巻六正義注引『関中記』

- 秦始皇陵：同引『括地志』

### 驪山山中の遺跡「撃鼓坪遺跡」
始皇帝陵の南に位置する驪山山中の北に大きく張り出した尾根の先端部から、撃鼓坪遺跡が発見され、秦代の建築以降の瓦片が出土された。地元の伝承では始皇帝陵を築く際、始皇帝陵や陵園全体を見渡せるこの地で太鼓を打ち鳴らしながら始皇帝陵建造の指揮を執ったと伝えられる。

### 始皇帝陵の南北中心軸としての「驪山」
始皇帝陵を建造するにあたり、「望峯」と呼ばれる、驪山山中の基準点が存在していたことがわかっており、フィールドワークにより場所は推定されている（驪山北面・鄭家庄の峰）ものの、その場所であるかどうかは現時点で結論は出ていない。最高峰の山頂は仁宗廟であるが、始皇帝陵を眺望することができない。

### エジプトのピラミッドとの相似性
始皇帝陵だけでなく、漢代皇帝陵にも当てはまるが、これらの陵墓は渭水に沿うようにして河岸段丘上の緩やかな斜面に建造されており、エジプトのナイル川西岸に集中して建造されたピラミッドの分布との相似性が指摘されている。